# 잉글랜드 노동계급의 상황
《잉글랜드 노동계급의 상황》(독일어: Die Lage der arbeitenden Klasse in England)은 프리드리히 엥겔스가 1845년에 발표한 빅토리아 시대 잉글랜드의 산업노동자 계층에 대한 연구서다. 엥겔스의 첫 단행본으로서, 처음에는 독일어로 쓰여졌고 1885년 영어로 번역되었다. 엥겔스가 제1차 산업혁명의 핵심지였던 맨체스터에 체류하던 1842년-1844년 중에 집필되었다. 때문에 엥겔스가 직접 관찰한 당대 사회상에 대한 상세한 보고가 된다.